# Olympische Sommerspiele 1920/Teilnehmer (Kanada)
| Gelbes Symbol für Goldmedaillen mit stilisierten Olympischen Ringen | Graues Symbol für Silbermedaillen mit stilisierten Olympischen Ringen | Braundes Symbol für Bronzemedaillen mit stilisierten Olympischen Ringen |
| ------------------------------------------------------------------- | --------------------------------------------------------------------- | ----------------------------------------------------------------------- |
| 3                                                                   | 3                                                                     | 3                                                                       |

Kanada nahm an den Olympischen Sommerspielen 1920 in Antwerpen, Belgien, mit einer Delegation von 53 Sportlern teil. Dabei konnten die Athleten drei Gold-, drei Silber- und drei Bronzemedaillen gewinnen.

## Medaillengewinner

### Gold
| Name | Sportart       | Wettkampf     |
| --- | -------------- | ------------- |
| Bert Schneider | Boxen          | Weltergewicht |
| Robert Benson Walter Byron (Torhüter) Frank Fredrickson Chris Fridfinnson Magnus Goodman Haldor Halderson Konrad Johannesson Allan Woodman Gordon Sigurjonson (Trainer) | Eishockey      | Eishockey     |
| Earl Thomson | Leichtathletik | 110 m Hürden  |

### Silber
| Name               | Sportart  | Wettkampf       |
| ------------------ | --------- | --------------- |
| Clifford Graham    | Boxen     | Bantamgewicht   |
| Georges Prud’Homme | Boxen     | Mittelgewicht   |
| George Vernot      | Schwimmen | 1500 m Freistil |

### Bronze
| Name            | Sportart  | Wettkampf      |
| --------------- | --------- | -------------- |
| Clarence Newton | Boxen     | Leichtgewicht  |
| Moe Herscovitch | Boxen     | Mittelgewicht  |
| George Vernot   | Schwimmen | 400 m Freistil |

## Teilnehmer nach Sportarten

### Boxen
| Athlet             | Disziplin                     | Erste Runde        | Achtelfinale       | Viertelfinale        | Halbfinale        | Finale/Kampf um Platz 3 | Finale/Kampf um Platz 3 |
| Athlet             | Disziplin                     | Gegner Ergebnis    | Gegner Ergebnis    | Gegner Ergebnis      | Gegner Ergebnis   | Gegner Ergebnis         | Platz                   |
| ------------------ | ----------------------------- | ------------------ | ------------------ | -------------------- | ----------------- | ----------------------- | ----------------------- |
| Clifford Graham    | Bantamgewicht (bis 53,50 kg)  | nicht ausgetragen  | Freilos            | Ricard Gewonnen      | Hébrants Gewonnen | Walker Verloren         | Zweiter                 |
| Moe Herscovitch    | Mittelgewicht (bis 72,57 kg)  | Freilos            | Munting Gewonnen   | Bradley Gewonnen     | Mallin Verloren   | Strømme Gewonnen        | Dritter                 |
| Clarence Newton    | Leichtgewicht (bis 61,24 kg)  | nicht ausgetragen  | Jensen Gewonnen    | Sæterhaug Gewonnen   | Johansen Verloren | Beland Gewonnen         | Dritter                 |
| Walter Newton      | Federgewicht (bis 57,15 kg)   | Freilos            | Clausen Verloren   | nicht erreicht       | nicht erreicht    | nicht erreicht          | Neunter                 |
| Georges Prud’Homme | Mittelgewicht (bis 72,57 kg)  | Freilos            | Masson Gewonnen    | Rey-Golliet Gewonnen | Strømme Gewonnen  | Mallin Verloren         | Zweiter                 |
| William Rankin     | Federgewicht (bis 57,15 kg)   | Hesterman Verloren | nicht erreicht     | nicht erreicht       | nicht erreicht    | nicht erreicht          | 16.                     |
| Albert Schneider   | Weltergewicht (bis 66,68 kg)  | Freilos            | Thomas Gewonnen    | Steen Gewonnen       | Colberg Gewonnen  | Ireland Gewonnen        | Olympiasieger           |
| Harry Turner       | Fliegengewicht (bis 50,80 kg) | nicht ausgetragen  | Rampignon Verloren | nicht erreicht       | nicht erreicht    | nicht erreicht          | Neunter                 |

### Eishockey

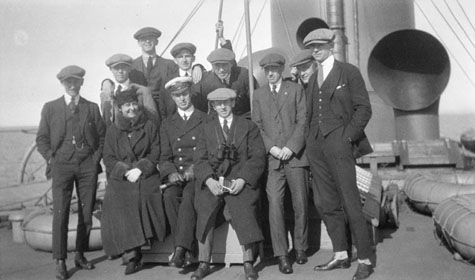
Das siegreiche Team der Winnipeg Falcons vor der Abfahrt nach Antwerpen

- Olympiasieger
Walter Byron (Torhüter)
Robert Benson
Konrad Johannesson
Allan Woodman
Chris Fridfinnson
Frank Fredrickson
Magnus Goodman
Haldor Halderson
Gordon Sigurjonson (Trainer)

### Leichtathletik
| Cyril Coaffee    | 100 m                    | k. A.             | Dritter           | nicht erreicht    | nicht erreicht    | nicht erreicht    | nicht erreicht    | nicht erreicht | nicht erreicht |                |                |
| Cyril Coaffee    | 200 m                    | k. A.             | Dritter           | nicht erreicht    | nicht erreicht    | nicht erreicht    | nicht erreicht    | nicht erreicht | nicht erreicht |                |                |
| James Dellow     | Marathon                 | nicht ausgetragen | nicht ausgetragen | nicht ausgetragen | nicht ausgetragen | nicht ausgetragen | nicht ausgetragen | 2:46:47,0 h    | 13.            |                |                |
| Edward Freeman   | 3000 m Gehen             | nicht ausgetragen | nicht ausgetragen | nicht ausgetragen | nicht ausgetragen | k. A.             | Achter            | nicht erreicht | nicht erreicht |                |                |
| Edward Freeman   | 10.000 m Gehen           | nicht ausgetragen | nicht ausgetragen | nicht ausgetragen | nicht ausgetragen | DSQ               | DSQ               | nicht erreicht | nicht erreicht |                |                |
| Edward Lawrence  | 1500 m                   | nicht ausgetragen | nicht ausgetragen | nicht ausgetragen | nicht ausgetragen | 4:03,9 min        | 5                 | nicht erreicht | nicht erreicht |                |                |
| Edward Lawrence  | 10.000 m                 | nicht ausgetragen | nicht ausgetragen | nicht ausgetragen | nicht ausgetragen | 33:08,5 min       | Sechster          | nicht erreicht | nicht erreicht |                |                |
| Georges Norman   | Marathon                 | nicht ausgetragen | nicht ausgetragen | nicht ausgetragen | nicht ausgetragen | nicht ausgetragen | nicht ausgetragen | 2:58:01,0 h    | 22.            |                |                |
| Alexandre Ponton | 100 m                    | 11,2 s            | Zweiter           | 11,4 s            | Fünfter           | nicht erreicht    | nicht erreicht    | nicht erreicht | nicht erreicht |                |                |
| Alexandre Ponton | 200 m                    | 22,9 s            | Zweiter           | 22,7 s            | Zweiter           | k. A.             | Vierter           | nicht erreicht | nicht erreicht |                |                |
| Hector Phillips  | 400 m                    | 52,3 s            | Zweiter           | 51,5 s            | Fünfter           | nicht erreicht    | nicht erreicht    | nicht erreicht | nicht erreicht |                |                |
| Hector Phillips  | 800 m                    | nicht ausgetragen | nicht ausgetragen | k. A.             | Achter            | nicht erreicht    | nicht erreicht    | nicht erreicht | nicht erreicht |                |                |
| Arthur Scholes   | Marathon                 | nicht ausgetragen | nicht ausgetragen | nicht ausgetragen | nicht ausgetragen | nicht ausgetragen | nicht ausgetragen | 2:48:30,0 h    | 15.            |                |                |
| Albert Smoke     | Marathon                 | nicht ausgetragen | nicht ausgetragen | nicht ausgetragen | nicht ausgetragen | nicht ausgetragen | nicht ausgetragen | DNF            | DNF            |                |                |
| Earl Thomson     | 110 m Hürden             | nicht ausgetragen | nicht ausgetragen | 15,4 s            | Zweiter           | 15,0 s (WR)       | Erster            | 14,8 s (WR)    | Olympiasieger  |                |                |
| Thomas Towns     | 1500 m                   | nicht ausgetragen | nicht ausgetragen | nicht ausgetragen | nicht ausgetragen | k. A.             | Sechster          | nicht erreicht | nicht erreicht |                |                |
| Thomas Towns     | 5000 m                   | nicht ausgetragen | nicht ausgetragen | nicht ausgetragen | nicht ausgetragen | DNF               | DNF               | nicht erreicht | nicht erreicht |                |                |
| Thomas Towns     | Crosslauf, Einzelwertung | nicht ausgetragen | nicht ausgetragen | nicht ausgetragen | nicht ausgetragen | nicht ausgetragen | nicht ausgetragen | k. A.          | Neunter        |                |                |
| Athlet           | Disziplin                | Qualifikation     | Qualifikation     |                   |                   |                   |                   | Finale         | Finale         |                |                |
| Athlet           | Disziplin                | Ergebnis          | Platz             | Ergebnis          | Platz             |                   |                   |                |                |                |                |
| John Cameron     | Hammerwurf               | keine Weite       | 12.               | nicht ausgetragen | nicht ausgetragen | nicht ausgetragen | nicht ausgetragen | nicht erreicht | nicht erreicht | nicht erreicht | nicht erreicht |
| William Kennedy  | Hochsprung               | keine Weite       | 21.               | nicht ausgetragen | nicht ausgetragen | nicht ausgetragen | nicht ausgetragen | nicht erreicht | nicht erreicht | nicht erreicht | nicht erreicht |
| Archie McDiarmid | Hammerwurf               | 44,66 m           | Neunter           | nicht ausgetragen | nicht ausgetragen | nicht ausgetragen | nicht ausgetragen | nicht erreicht | nicht erreicht | nicht erreicht | nicht erreicht |
| Archie McDiarmid | Gewichtweitwurf          | 9,475 m           | Vierter           | nicht ausgetragen | nicht ausgetragen | nicht ausgetragen | nicht ausgetragen | 10,12 m        | Vierter        |                |                |

### Radsport
| Athlet                                                         | Disziplin                    |                   |                   |                   |                   |                          |                          |                      |                      |                   |                   | Finale         | Finale         |
| Athlet                                                         | Disziplin                    | Ergebnis          | Platz             |                   |                   |                          |                          |                      |                      |                   |                   |                |                |
| -------------------------------------------------------------- | ---------------------------- | ----------------- | ----------------- | ----------------- | ----------------- | ------------------------ | ------------------------ | -------------------- | -------------------- | ----------------- | ----------------- | -------------- | -------------- |
| Harold Bounsell                                                | Einzelzeitfahren (175 km)    | nicht ausgetragen | nicht ausgetragen | nicht ausgetragen | nicht ausgetragen | nicht ausgetragen        | nicht ausgetragen        | nicht ausgetragen    | nicht ausgetragen    | nicht ausgetragen | nicht ausgetragen | DNF            | DNF            |
| Harry Martin                                                   | Einzelzeitfahren (175 km)    | nicht ausgetragen | nicht ausgetragen | nicht ausgetragen | nicht ausgetragen | nicht ausgetragen        | nicht ausgetragen        | nicht ausgetragen    | nicht ausgetragen    | nicht ausgetragen | nicht ausgetragen | 5:30:16,2 h    | 38.            |
| Herbert McDonald                                               | Einzelzeitfahren (175 km)    | nicht ausgetragen | nicht ausgetragen | nicht ausgetragen | nicht ausgetragen | nicht ausgetragen        | nicht ausgetragen        | nicht ausgetragen    | nicht ausgetragen    | nicht ausgetragen | nicht ausgetragen | 5:20:34,6 h    | 31.            |
| Norman Webster                                                 | Einzelzeitfahren (175 km)    | nicht ausgetragen | nicht ausgetragen | nicht ausgetragen | nicht ausgetragen | nicht ausgetragen        | nicht ausgetragen        | nicht ausgetragen    | nicht ausgetragen    | nicht ausgetragen | nicht ausgetragen | DNF            | DNF            |
| Harold Bounsell Harry Martin Herbert McDonald Norman Webster   | Mannschaftsfahren (175 km)   | nicht ausgetragen | nicht ausgetragen | nicht ausgetragen | nicht ausgetragen | nicht ausgetragen        | nicht ausgetragen        | nicht ausgetragen    | nicht ausgetragen    | nicht ausgetragen | nicht ausgetragen | DNF            | DNF            |
| Athlet                                                         | Disziplin                    | Vorlauf           | Vorlauf           | Viertelfinale     | Viertelfinale     | Hoffnungslauf Halbfinale | Hoffnungslauf Halbfinale | Hoffnungslauf Finale | Hoffnungslauf Finale | Halbfinale        | Halbfinale        | Finale         | Finale         |
| Athlet                                                         | Disziplin                    | Ergebnis          | Platz             | Ergebnis          | Platz             | Ergebnis                 | Platz                    | Ergebnis             | Platz                | Ergebnis          | Platz             | Ergebnis       | Platz          |
| Harold Bounsell                                                | Sprint                       | k. A.             | Zweiter           | k. A.             | Zweiter           | 13,4 s                   | Erster                   | k. A.                | Zweiter              | nicht erreicht    | nicht erreicht    | nicht erreicht | nicht erreicht |
| Harold Bounsell                                                | 50 km                        | nicht ausgetragen | nicht ausgetragen | nicht ausgetragen | nicht ausgetragen | nicht ausgetragen        | nicht ausgetragen        | nicht ausgetragen    | nicht ausgetragen    | nicht ausgetragen | nicht ausgetragen | DNF            | DNF            |
| Herbert McDonald                                               | Sprint                       | k. A.             | Vierter           | nicht erreicht    | nicht erreicht    | nicht erreicht           | nicht erreicht           | nicht erreicht       | nicht erreicht       | nicht erreicht    | nicht erreicht    | nicht erreicht | nicht erreicht |
| Herbert McDonald                                               | 50 km                        | nicht ausgetragen | nicht ausgetragen | nicht ausgetragen | nicht ausgetragen | nicht ausgetragen        | nicht ausgetragen        | nicht ausgetragen    | nicht ausgetragen    | nicht ausgetragen | nicht ausgetragen | k. A.          | Fünfter        |
| William Taylor                                                 | Sprint                       | k. A.             | Dritter           | nicht erreicht    | nicht erreicht    | nicht erreicht           | nicht erreicht           | nicht erreicht       | nicht erreicht       | nicht erreicht    | nicht erreicht    | nicht erreicht | nicht erreicht |
| William Taylor                                                 | 50 km                        | nicht ausgetragen | nicht ausgetragen | nicht ausgetragen | nicht ausgetragen | nicht ausgetragen        | nicht ausgetragen        | nicht ausgetragen    | nicht ausgetragen    | nicht ausgetragen | nicht ausgetragen | DNF            | DNF            |
| Norman Webster                                                 | Sprint                       | k. A.             | Zweiter           | k. A.             | Dritter           | k. A.                    | Dritter                  | nicht erreicht       | nicht erreicht       | nicht erreicht    | nicht erreicht    | nicht erreicht | nicht erreicht |
| Norman Webster                                                 | 50 km                        | nicht ausgetragen | nicht ausgetragen | nicht ausgetragen | nicht ausgetragen | nicht ausgetragen        | nicht ausgetragen        | nicht ausgetragen    | nicht ausgetragen    | nicht ausgetragen | nicht ausgetragen | DNF            | DNF            |
| Harold Bounsell Herbert McDonald William Taylor Norman Webster | 4000 m Mannschaftsverfolgung | nicht ausgetragen | nicht ausgetragen | k. A.             | Zweiter           | nicht ausgetragen        | nicht ausgetragen        | nicht ausgetragen    | nicht ausgetragen    | nicht erreicht    | nicht erreicht    | nicht erreicht | nicht erreicht |

### Ringen
| Athleten      | Disziplin                 | Erste Runde      | Achtelfinale   | Viertelfinale  | Halbfinale     | Finale/Kampf um Platz 3 | Platz |
| ------------- | ------------------------- | ---------------- | -------------- | -------------- | -------------- | ----------------------- | ----- |
| Freistil      |                           |                  |                |                |                |                         |       |
| Enok Lopponen | Mittelgewicht (bis 75 kg) | Johnson Verloren | nicht erreicht | nicht erreicht | nicht erreicht | nicht erreicht          | 17.   |

### Rudern
| Athlet                                                                         | Disziplin             | Viertelfinale     | Viertelfinale     | Halbfinale | Halbfinale | Finale         | Finale         |
| Athlet                                                                         | Disziplin             | Ergebnis          | Platz             | Ergebnis   | Platz      | Ergebnis       | Platz          |
| ------------------------------------------------------------------------------ | --------------------- | ----------------- | ----------------- | ---------- | ---------- | -------------- | -------------- |
| Art Everett (Steuermann) Harold Harcourt Robert Hay Strathy Hay Larry Landreau | Vierer mit Steuermann | nicht ausgetragen | nicht ausgetragen | 7:18,0 min | Dritter    | nicht erreicht | nicht erreicht |

### Schießen
| Athlet                                                                                    | Disziplin                    | Finale   | Finale   |
| Athlet                                                                                    | Disziplin                    | Ergebnis | Platz    |
| ----------------------------------------------------------------------------------------- | ---------------------------- | -------- | -------- |
| George Beattie                                                                            | Tontaubenschießen            | 73       | k. A.    |
| John Black                                                                                | Tontaubenschießen            | 52       | k. A.    |
| William Hamilton                                                                          | Tontaubenschießen            | 82       | Elfter   |
| James Montgomery                                                                          | Tontaubenschießen            | 86       | Sechster |
| Samuel Vance                                                                              | Tontaubenschießen            | 71       | k. A.    |
| George Beattie William Hamilton William McLaren James Montgomery True Oliver Samuel Vance | Tontaubenschießen Mannschaft | 474      | Fünfter  |

### Schwimmen
| Athlet         | Disziplin       | Viertelfinale | Viertelfinale | Halbfinale     | Halbfinale     | Finale         | Finale         |
| Athlet         | Disziplin       | Ergebnis      | Platz         | Ergebnis       | Platz          | Ergebnis       | Platz          |
| -------------- | --------------- | ------------- | ------------- | -------------- | -------------- | -------------- | -------------- |
| Männer         |                 |               |               |                |                |                |                |
| Sydney Gooday  | 200 m Brust     | k. A.         | Fünfter       | nicht erreicht | nicht erreicht | nicht erreicht | nicht erreicht |
| Sydney Gooday  | 400 m Brust     | DNF           | DNF           | nicht erreicht | nicht erreicht | nicht erreicht | nicht erreicht |
| George Hodgson | 400 m Freistil  | 5:49,8 min    | Zweiter       | k. A.          | Vierter        | nicht erreicht | nicht erreicht |
| George Hodgson | 1500 m Freistil | 24:36,6 min   | Zweiter       | k. A.          | Fünfter        | nicht erreicht | nicht erreicht |
| George Vernot  | 100 m Freistil  | 1:05,2 min    | Erster        | 1:05,8 min     | Dritter        | nicht erreicht | nicht erreicht |
| George Vernot  | 400 m Freistil  | 5:32,6 min    | Erster        | 5:27,8 min     | Erster         | 5:29,6 min     | Dritter        |
| George Vernot  | 1500 m Freistil | 23:40,0 min   | Erster        | 22:59,4 min    | Erster         | 22:36,4 min    | Zweiter        |

### Wasserspringen
| Athlet        | Disziplin                 | Vorrunde | Vorrunde | Vorrunde | Finale         | Finale         | Finale         |
| Athlet        | Disziplin                 | Punkte   | Ergebnis | Platz    | Punkte         | Ergebnis       | Platz          |
| ------------- | ------------------------- | -------- | -------- | -------- | -------------- | -------------- | -------------- |
| Männer        |                           |          |          |          |                |                |                |
| Richard Flint | Kunstspringen 1 m und 3 m | 29       | 480,70   | Fünfter  | nicht erreicht | nicht erreicht | nicht erreicht |
| Richard Flint | Turmspringen 5 m und 10 m | 28       | 351,35   | Sechster | nicht erreicht | nicht erreicht | nicht erreicht |
| Richard Flint | Turmspringen 3 m und 10 m | 34       | 126,0    | Siebter  | nicht erreicht | nicht erreicht | nicht erreicht |